# Erika Druzovič
Erika Druzovič, slovenska sopranistka, operna pevka, pedagoginja in režiserka, * 1. junij 1911, Maribor, † 25. december 2001.
Iz solo petja je diplomirala na zagrebški Glasbeni akademiji. Kot operna pevka je gostovala v številnih operah (Benetke,  Berlin, Dunaj Hamburg, Milano, Rim itd.) ter oblikovala vrsto pomembnih opernih in operetnih vlog. Po letu 1945 je v Sarajevu delovala kot glasbena pedagoginja in operna režiserka.